# Retromer

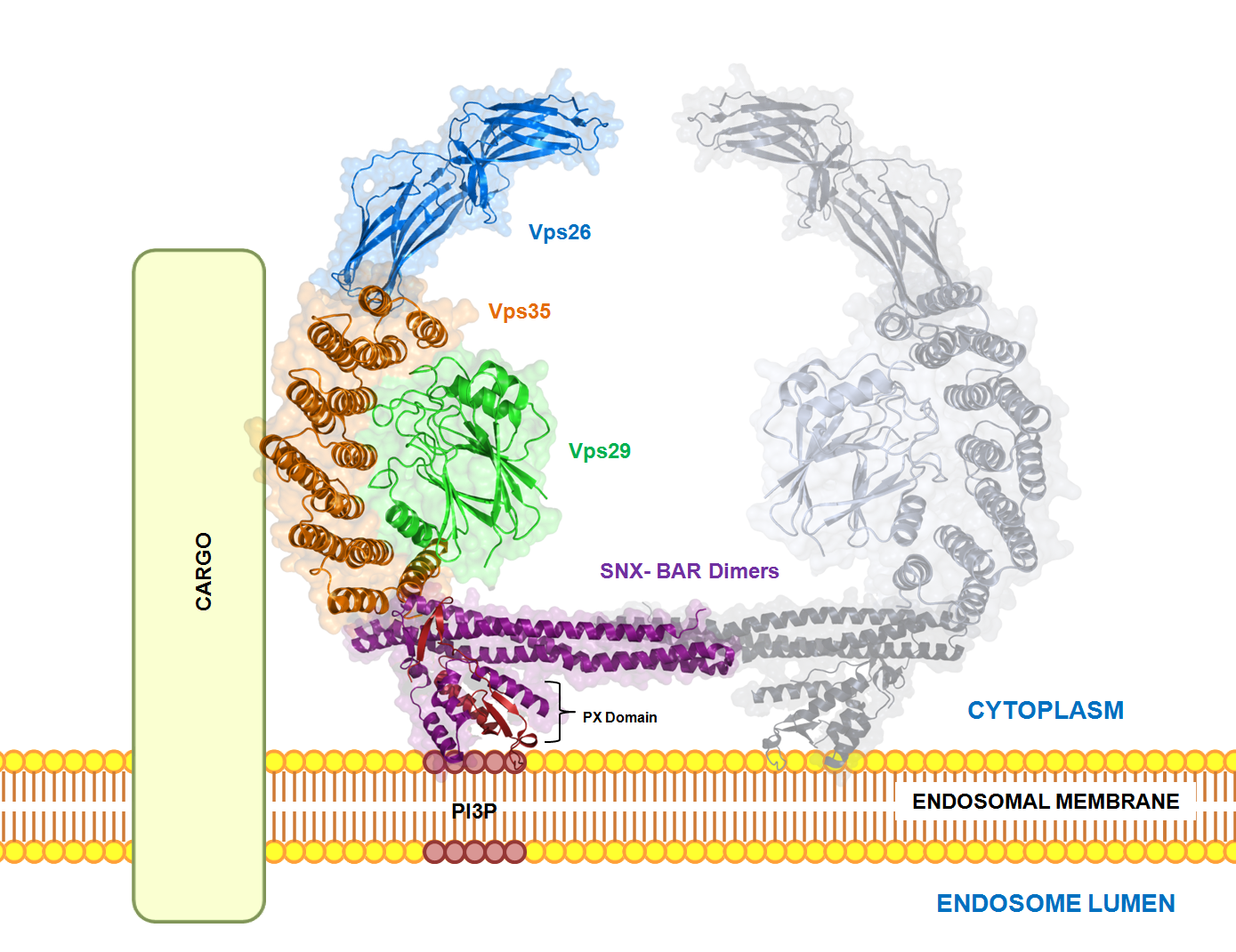
Schematische Darstellung eines Retromers

Ein Retromer ist ein Proteinkomplex, der am Transport von Membranproteinen in Vesikeln zwischen Endosomen und dem trans-Golgi-Netzwerk beteiligt ist.

## Aufbau
Retromere bestehen in Säugerzellen aus fünf verschiedenen Proteinen (ein Heteropentamer), darunter ein Heterodimer aus zwei der Sorting Nexine SNX1, SNX2, SNX5 und SNX6 sowie einem Heterotrimer aus Vps26, Vps29 und Vps35 (Vacuolar protein sorting). Sie dienen gleichzeitig als membranstabilisierendes Proteingerüst und als Sortierungssignal. Retromere sind am Transport innerhalb der Zelle, an der Signaltransduktion während der Entwicklung und an der Entstehung von Lysosomen beteiligt. In polarisierten Zellen wie Epithelzellen und Neuronen dient das Retromer auch der Transzytose. In Hefen besteht ein Retromer aus den fünf Proteinen Vps5, Vps17, Vps26, Vps29 und Vps35. Die Untereinheit Vps35 bindet verschiedene zelluläre Membranproteine zur Sortierung. Ein Heterodimer aus SNX1 oder SNX2 mit SNX5 oder SNX6 leiten die Ausstülpung der Endosomenmembran zu einer schlauchförmigen Membranstruktur ein, von der Transportvesikel abgeschnürt werden. Die Abschnürung eines Vesikels aus der schlauchförmigen Ausstülpung wird neben der Aktinpolymerisation noch durch Dynamin-II oder EHD1 vermittelt.

## Sortierung
Die Sortierung am Retromer entscheidet über den Verbleib eines gebundenen Membranproteins im Endosom und dem späteren Abbau im Lysosom oder über den Transport vom Endosom ins trans-Golgi-Netzwerk nahe der Zellmembran. Vps 35 bindet den WASH-Proteinkomplex (genauer FAM21 und WASH1). Die Sortierung in verschiedene Vesikel erfordert eine Sortierung der Membranproteine in verschiedene Bereiche der Endosomenmembran, an denen eine schlauchförmigen Ausstülpung der Endosomenmembran zur Bildung von Transportvesikeln stattfindet. Die zu sortierenden Membranproteine binden an den die trimere Untereinheit Vps35-Vps29-Vps26 des Retromers (der cargo-selective complex, CSC).
Die Sortierung der Proteine in der Endosomenmembran erfolgt durch die Bindung des WASH-Komplexes, der auf der zytosolischen Seite der Endosomenmembran Arp2/3 aktiviert. Dadurch entstehen Aktinfilamente, die eine Seitwärtsbewegung des Retromers und seiner Beladung (gebundene Membranproteine) in der Endosomenmembran vermitteln. Die Bindung der trimeren Untereinheit Vps35-Vps29-Vps26 an die zu sortierenden Membranproteine erfolgt an deren zytosolischen Bereichen. Daraufhin bindet GTP-aktiviertes Rab7, Clathrin, Clathrin-Adapterproteine und weitere Proteine.

## Sortierte Proteine
Mehr als 100 Membranproteine werden vom Retromer sortiert. Eine Störung des Retromers vermindert die Menge dieser Proteine in der Zellmembran deutlich. Zu den sortierten Proteinen gehört M6PR (synonym CIMPR), GPR177, Sortilin 1, DMT1-II (synonym Slc11a2), Wntless (synonym MIG-14), Crumbs und ein noch unbekanntes Protein, das Amyloid-Precursor-Protein transportiert.

## Pathogene
Intrazellulär in Vesikeln lebende Bakterien haben verschiedene Mechanismen zur Hemmung des Vesikeltransports entwickelt. Das Protein RidL von Legionella pneumophila hemmt das Retromer, während IncE von Chlamydia trachomatis SNX5/6 hemmt.

## Anwendungen
Retromere werden in Bezug auf die Entstehung von neurodegenerativen Erkrankungen wie Morbus Alzheimer und Morbus Parkinson untersucht.